# Ministre du Commerce international
Le ministre du Commerce international (anglais : Minister of International Trade), anciennement ministre de la Promotion des exportations, du Commerce international et du Développement économique ou ministre de la Diversification du commerce international est un ministre de la Couronne disposant d'un siège au cabinet du Canada. Il est responsable du commerce international au sein du gouvernement fédéral au sein d'Affaires mondiales Canada.
Le 20 novembre 2019, Mary Ng est simultanément nommée ministre du Commerce international et ministre d'État à la Petite entreprise sous le titre de ministre de la Petite Entreprise, de la Promotion des exportations et du Commerce international.
Le 26 octobre 2021, l'intitulé du ministre change pour devenir le ministre du Commerce international, de la Promotion des exportations, de la Petite entreprise et du Développement économique puis Ministre de la Promotion des exportations, du Commerce international et du Développement économique le 26 juillet 2023 à l'occasion d'un remaniement.

## Liste des titulaires
| Titulaire Parti | Titulaire Parti                    | Titulaire Parti                             | Début                              | Fin                                | Cabinet          |
| --- | ---------------------------------- | ------------------------------------------- | ---------------------------------- | ---------------------------------- | ---------------- |
| Ministre du Commerce extérieur                                                                                               | Ministre du Commerce extérieur     | Ministre du Commerce extérieur              | Ministre du Commerce extérieur     | Ministre du Commerce extérieur     | 22e (Trudeau)    |
| |                                    | Gerald Regan Libéral                        | 8 décembre 1983                    | 29 juin 1984                       | 22e (Trudeau)    |
| |                                    | Francis Fox Libéral                         | 30 juin 1984                       | 16 septembre 1984                  | 23e (Turner)     |
| |                                    | James F. Kelleher Progressiste-conservateur | 17 septembre 1984                  | 29 juin 1986                       | 24e (Mulroney)   |
| |                                    | Pat Carney Progressiste-conservateur        | 30 juin 1986                       | 30 mars 1988                       | 24e (Mulroney)   |
| |                                    | John Crosbie Progressiste-conservateur      | 31 mars 1988                       | 20 avril 1991                      | 24e (Mulroney)   |
| |                                    | Michael Wilson Progressiste-conservateur    | 21 avril 1991                      | 24 juin 1993                       | 24e (Mulroney)   |
| |                                    | Tom Hockin Progressiste-conservateur        | 25 juin 1993                       | 3 novembre 1993                    | 25e (Campbell)   |
| Ministre du Commerce international                                                                                           | Ministre du Commerce international | Ministre du Commerce international          | Ministre du Commerce international | Ministre du Commerce international | 26e (Chrétien)   |
| |                                    | Roy MacLaren Libéral                        | 4 novembre 1993                    | 24 janvier 1996                    | 26e (Chrétien)   |
| |                                    | Art Eggleton Libéral                        | 25 janvier 1996                    | 10 juin 1997                       | 26e (Chrétien)   |
| |                                    | Sergio Marchi Libéral                       | 11 juin 1997                       | 2 août 1999                        | 26e (Chrétien)   |
| |                                    | Pierre Pettigrew Libéral                    | 3 août 1999                        | 11 décembre 2003                   | 26e (Chrétien)   |
| |                                    | Jim Peterson Libéral                        | 12 décembre 2003                   | 5 février 2006                     | 27e (Martin)     |
| |                                    | David Emerson Conservateur                  | 6 février 2006                     | 24 juin 2008                       | 28e (Harper)     |
| |                                    | Michael Fortier Conservateur                | 25 juin 2008                       | 29 octobre 2008                    | 28e (Harper)     |
| |                                    | Stockwell Day Conservateur                  | 30 octobre 2008                    | 19 janvier 2010                    | 28e (Harper)     |
| |                                    | Peter Van Loan Conservateur                 | 19 janvier 2010                    | 18 mai 2011                        | 28e (Harper)     |
| |                                    | Ed Fast Conservateur                        | 18 mai 2011                        | 4 novembre 2015                    | 28e (Harper)     |
| |                                    | Chrystia Freeland Libéral                   | 4 novembre 2015                    | 10 janvier 2017                    | 29e (J. Trudeau) |
| |                                    | François-Philippe Champagne Libéral         | 10 janvier 2017                    | 18 juillet 2018                    | 29e (J. Trudeau) |
| Ministre de la Diversification du commerce international                                                                     |                                    |                                             |                                    |                                    | 29e (J. Trudeau) |
| |                                    | Jim Carr Libéral                            | 18 juillet 2018                    | 20 novembre 2019                   | 29e (J. Trudeau) |
| Ministre de la Petite Entreprise, de la Promotion des exportations et du Commerce international                              |                                    |                                             |                                    |                                    | 29e (J. Trudeau) |
| |                                    | Mary Ng Libéral                             | 21 novembre 2019                   | 26 octobre 2021                    | 29e (J. Trudeau) |
| Ministre du Commerce international, de la Promotion des exportations, de la Petite entreprise et du Développement économique |                                    |                                             |                                    |                                    | 29e (J. Trudeau) |
| |                                    | Mary Ng Libéral                             | 26 octobre 2021                    | 26 juillet 2023                    | 29e (J. Trudeau) |
| Ministre de la Promotion des exportations, du Commerce international et du Développement économique                          |                                    |                                             |                                    |                                    | 29e (J. Trudeau) |
| |                                    | Mary Ng Libéral                             | 26 juillet 2023                    | 14 mars 2025                       | 29e (J. Trudeau) |
| Ministre du Commerce international                                                                                           | Ministre du Commerce international | Ministre du Commerce international          | Ministre du Commerce international | Ministre du Commerce international | 30e (M. Carney)  |
| |                                    | Dominic LeBlanc Libéral                     | 14 mars 2025                       | 12 mai 2025                        | 30e (M. Carney)  |
| |                                    | Maninder Sidhu                              | 13 mai 2025                        | En fonction                        | 30e (M. Carney)  |

| Début           | Fin             | Ministère responsable                                 |
| --------------- | --------------- | ----------------------------------------------------- |
| 8 décembre 1983 | 12 mai 1995     | Affaires extérieures Canada                           |
| 12 mai 1995     | 25 juin 2013    | Affaires étrangères et Commerce international Canada  |
| 25 juin 2013    | 4 novembre 2015 | Affaires étrangères, Commerce et Développement Canada |
| 4 novembre 2015 | Ce jour         | Affaires mondiales Canada                             |

### Anciens postes

#### Ministre d'État (1979–1989)
| Titulaire Intitulé | Titulaire Intitulé | Titulaire Intitulé                                              | Parti                     | Début             | Fin               | Cabinet        |
| ------------------ | ------------------ | --------------------------------------------------------------- | ------------------------- | ----------------- | ----------------- | -------------- |
|                    |                    | Michael Wilson Ministre d'État chargé du Commerce international | Progressiste-conservateur | 4 juin 1979       | 2 mars 1980       | 21e (Clark)    |
|                    |                    | Edward Lumley (en) Ministre d'État (Commerce)                   | Libéral                   | 3 mars 1980       | 12 janvier 1982   | 22e (Trudeau)  |
|                    |                    | Edward Lumley Ministre d'État (Commerce international)          | Libéral                   | 12 janvier 1982   | 29 septembre 1982 | 22e (Trudeau)  |
|                    |                    | Gerald Regan Ministre d'État (Commerce international)           | Libéral                   | 29 septembre 1982 | 8 décembre 1983   | 22e (Trudeau)  |
| Pas de titulaire   | Pas de titulaire   | Pas de titulaire                                                | Pas de titulaire          | 9 décembre 1983   | 29 juin 1984      | 22e (Trudeau)  |
| Pas de titulaire   | Pas de titulaire   | Pas de titulaire                                                | Pas de titulaire          | 30 juin 1984      | 16 septembre 1984 | 23e (Turner)   |
| Pas de titulaire   | Pas de titulaire   | Pas de titulaire                                                | Pas de titulaire          | 17 septembre 1984 | 14 septembre 1988 | 24e (Mulroney) |
|                    |                    | John McDermid Ministre d'État (Commerce international)          | Progressiste-conservateur | 15 septembre 1988 | 29 janvier 1989   | 24e (Mulroney) |